# Кокшетауско възвишение
Кокшетауското възвишение (бивше Кокчетавско възвишение) (на казахски: Көкшетау қыраты; на руски: Кокшетауская возвышеность) е обширна хълмиста област разположена в северната част на Казахската хълмиста земя, на територията на Северен Казахстан. Основно е изградено от гранити и рязко се извисява над обкръжаващите го равнинни местности. Дължина от запад на изток около 240 km, ширина до 150 km. Състои се от множество отделни масиви, разделени помежду си от речни долини и езерни котловини. На запад се издигат масивите Жакси-Жилгизтау (729 m), Имантау (621 m), Айъртау (523 m) и други по-малки и по-ниски. В централните части са разположени Зерендинските планини (587 m) и масива Жиланди (654 m), а на югоизток Макинското възвишение. В североизточната част на Кокшетауското възвишение се издига масива Бурабай с връх Синюха 947 m, (53°05′19″ с. ш. 70°12′42″ и. д. / 53.088611° с. ш. 70.211667° и. д.), най-високата точка на цялото възвишение. В резултат на продължителното геоложко изветряне на скалите са се образували причудливи скални форми. От възвишението водят началото си множество реки във всички посоки: Чаглинка (на север), Иман-Бурлук, Акан-Бурлък, Жиланди, Жабай, Баксук и др. (десни притоци на Ишим) и др. В множеството котловини са разположени стотици езера, по-големи от които са: Боровое, Голямо и Малко Чебаче, Шчуче, Имантау, Саумалкол, Шалкар, Жакси-Жангизтау, Айдабул, Жолдъбай и др. Склоновете му са покрити с редки борови гори. В района на възвишението са разположени градовете Кокшетау (бивш Кокчетав), Шчучинск и Макинск.